# NGC 2468
NGC 2468 je galaksija u zviježđu Risu.

## Vanjske poveznice
- SEDS: NGC 2468